# Teorema de Beckman-Quarles
En geometría, el teorema de Beckman–Quarles establece que si una transformación del plano euclídeo o de un espacio euclídeo de dimensión superior preserva las distancias unitarias, entonces preserva todas las distancias euclídeas. Equivalentemente, todo homomorfismo desde el grafo de distancia unitaria del plano hacia sí mismo debe ser una isometría del plano. El teorema lleva el nombre de Frank S. Beckman y Donald A. Quarles Jr., quienes publicaron este resultado en 1953; posteriormente fue redescubierto por otros autores y demostrado de múltiples maneras. También se conocen teoremas análogos para subconjuntos racionales de espacios euclídeos o para la geometría no euclídea.

## Enunciado e idea de la demostración
Formalmente, el resultado es el siguiente. Sea  una función o función multivaluada de un espacio euclídeo de dimensión  hacia sí mismo, y supongamos que, para cada par de puntos  y  que están a una distancia unitaria entre sí, cada par de imágenes  y  también están a una distancia unitaria entre sí. Entonces,  debe ser una isometría: es una función inyectiva que preserva las distancias entre todos los pares de puntos.
Una forma de reformular el teorema de Beckman–Quarles implica homomorfismos de grafos, que son aplicaciones entre grafos no dirigidos que llevan vértices a vértices y aristas a aristas. Para el grafo de distancia unitaria cuyos vértices son todos los puntos del plano, con una arista entre dos puntos cualesquiera a distancia unitaria, un homomorfismo de este grafo hacia sí mismo es lo mismo que una transformación del plano que preserva las distancias unitarias. Así, el teorema de Beckman–Quarles establece que los únicos homomorfismos de este grafo hacia sí mismo son los que provienen de isometrías del plano. Para este grafo, todos los homomorfismos son simetrías del grafo, la propiedad definitoria de una clase de grafos llamada núcleos.
Además de las demostraciones originales de Beckman y Quarles del teorema, y las demostraciones en artículos posteriores que redescubrieron el resultado, se han publicado varias demostraciones alternativas. Si  es el conjunto de distancias preservadas por una aplicación , entonces, por la desigualdad triangular, ciertas comparaciones de otras distancias con miembros de  son preservadas por . Por lo tanto, si se puede demostrar que  es un conjunto denso, entonces todas las distancias deben ser preservadas. La idea principal de varias demostraciones del teorema de Beckman–Quarles es usar la rigidez estructural de ciertos grafos de distancia unitaria, como el grafo de un símplex regular, para mostrar que una aplicación que preserva las distancias unitarias debe preservar suficientes otras distancias para formar un conjunto denso.

## Contraejemplos en otros espacios
Beckman y Quarles observan que el teorema no es cierto para la recta real (espacio euclídeo unidimensional). Como ejemplo, consideremos la función  que devuelve  si  es un número entero y devuelve  en caso contrario. Esta función cumple con las condiciones previas del teorema: preserva las distancias unitarias. Sin embargo, no preserva las distancias entre enteros y no enteros.
Beckman y Quarles proporcionan otro contraejemplo que muestra que su teorema no puede generalizarse a un espacio de dimensión infinita, el espacio de Hilbert de secuencias sumables al cuadrado de números reales. «Sumable al cuadrado» significa que la suma de los cuadrados de los valores en una secuencia de este espacio debe ser finita. La distancia entre dos secuencias cualesquiera puede definirse de la misma manera que la distancia euclídea para espacios de dimensión finita, sumando los cuadrados de las diferencias de coordenadas y luego tomando la raíz cuadrada. Para construir una función que preserva las distancias unitarias pero no otras distancias, Beckman y Quarles componen dos funciones discontinuas:
La primera función mapea cada punto del espacio de Hilbert a un punto cercano en un subespacio denso numerable. Por ejemplo, el subespacio denso podría elegirse como el subespacio de secuencias de números racionales. Siempre que esta transformación mueva cada punto una distancia menor que , mapeará puntos a distancia unitaria entre sí a imágenes distintas.
La segunda función mapea este conjunto denso a un símplex unitario numerable, un conjunto infinito de puntos todos a distancia unitaria entre sí. Un ejemplo de un símplex numerable en este espacio consiste en las secuencias de números reales que toman el valor  en una sola posición y son cero en todas las demás. Hay infinitas secuencias de esta forma, y la distancia entre dos secuencias cualesquiera de este tipo es uno. Esta segunda función debe ser inyectiva pero, por lo demás, puede elegirse arbitrariamente.
Cuando estas dos transformaciones se combinan, mapean cualquier par de puntos a distancia unitaria entre sí a dos puntos diferentes en el subespacio denso, y de allí los mapean a dos puntos diferentes del símplex, que necesariamente están a distancia unitaria. Por lo tanto, su composición preserva las distancias unitarias. Sin embargo, no es una isometría, porque mapea cada par de puntos, sin importar su distancia original, ya sea al mismo punto o a una distancia unitaria.

## Resultados relacionados

Una coloración de siete colores del plano euclídeo de modo que no haya dos puntos a distancia unitaria (como los puntos vecinos del husillo de Moser superpuesto) con el mismo color. Mapear los puntos por color a los siete vértices de un símplex regular de seis dimensiones proporciona un mapa de a que preserva las distancias unitarias pero no es una isometría.

Cada espacio euclídeo puede mapearse a un espacio de dimensión suficientemente mayor de manera que preserve las distancias unitarias pero no sea una isometría. Para hacerlo, siguiendo resultados conocidos sobre el problema de Hadwiger–Nelson, colorea los puntos del espacio dado con un número finito de colores de modo que no haya dos puntos a distancia unitaria con el mismo color. Luego, mapea cada color a un vértice de un símplex regular de dimensión superior con longitudes de arista unitarias. Por ejemplo, el plano euclídeo puede colorearse con siete colores, usando una teselación por hexágonos de diámetro ligeramente menor que la unidad, de modo que no haya dos puntos del mismo color a una distancia unitaria. Entonces, los puntos del plano pueden mapearse por sus colores a los siete vértices de un símplex regular de seis dimensiones. No se sabe si seis es la menor dimensión para la cual esto es posible, y los resultados mejorados sobre el problema de Hadwiger–Nelson podrían mejorar este límite.
Para transformaciones de puntos con coordenadas de números racionales, la situación es más complicada que para el plano euclídeo completo. Existen mapas que preservan las distancias unitarias de puntos racionales a puntos racionales que no preservan otras distancias para dimensiones hasta cuatro, pero ninguno para dimensiones cinco y superiores. Resultados similares también se aplican a los mapas de puntos racionales que preservan otras distancias, como la raíz cuadrada de dos, además de las distancias unitarias. Para pares de puntos cuya distancia es un número algebraico , existe una versión finita de este teorema: Maehara mostró que, para cada número algebraico , hay un grafo unitario rígido finito  en el que algunos dos vértices  y  deben estar a una distancia  entre sí. De esto se deduce que cualquier transformación del plano que preserve las distancias unitarias en  también debe preservar la distancia entre  y.
A. D. Alexandrov preguntó qué espacios métricos tienen la misma propiedad, que los mapas que preservan las distancias unitarias son isometrías, y siguiendo esta pregunta, varios autores han estudiado resultados análogos para otros tipos de geometrías. Esto se conoce como el problema de Aleksandrov–Rassias. Por ejemplo, es posible reemplazar la distancia euclídea por el valor de una forma cuadrática. Se han demostrado teoremas de Beckman–Quarles para espacios no euclídeos como el espacio de Minkowski, la distancia inversiva en el plano de Möbius, los planos desarguesianos finitos, y los espacios definidos sobre cuerpos con característica no cero. Además, teoremas de este tipo se han utilizado para caracterizar transformaciones distintas de las isometrías, como las transformaciones de Lorentz.

## Historia
El teorema de Beckman–Quarles fue publicado por primera vez por Frank S. Beckman y Donald A. Quarles Jr. en 1953. Ya fue nombrado como «un teorema de Beckman y Quarles» en 1960, por Victor Klee. Posteriormente fue redescubierto por otros autores, durante las décadas de 1960 y 1970.
Quarles fue el hijo del ingeniero de comunicaciones y ejecutivo de defensa Donald A. Quarles. Fue educado en la Academia Phillips, la Universidad de Yale y la Academia Naval de los Estados Unidos. Sirvió como meteorólogo en la Marina de los EE. UU. durante la Segunda Guerra Mundial, y se convirtió en ingeniero para IBM. Su trabajo allí incluyó proyectos para rastrear el Sputnik, el desarrollo de una supercomputadora, la impresión de inyección de tinta, y la resonancia magnética; completó un doctorado en 1964 en el Instituto Courant de Ciencias Matemáticas sobre la simulación por computadora de ondas de choque, supervisado conjuntamente por Robert D. Richtmyer y Peter Lax.
Beckman estudió en el City College de Nueva York y sirvió en el Ejército de los EE. UU. durante la guerra. Al igual que Quarles, trabajó para IBM, comenzando en 1951. Obtuvo un doctorado en 1965, bajo la supervisión de Louis Nirenberg en la Universidad de Columbia, sobre ecuaciones en derivadas parciales. En 1971, dejó IBM para convertirse en el presidente fundador del Departamento de Ciencias de la Computación e Información en el Brooklyn College, y más tarde dirigió el programa de posgrado en ciencias de la computación en el Graduate Center, CUNY.